# Partizanski zločini u Čemernici
Partizanski zločini u Čemernici označavaju masovne pokolje ratnih zarobljenika i civila za vrijeme i nakoin trajanja Drugog svjetskog rata. Zbog broja žrtava i načina ubijanja zarobljenika špilja Čemernica naziva se "hrvatskom Hudom Jamom."
Broj žrtava procijenjuje se između 4.000 i 15.000, a svjedoci streljanja, među kojima i partizan Ivan Dragičević, posvjedočili su kako nitko od zatičenih nije uspio pobjeći niti preživjeti pokolje. Također su potvrdili kako su uglavnom bili ubijani zarobljeni domobrani, ustaše, njemačkih vojnici iz Wehrmachta i nepodobni civili. obližnji potok Marekovac je sve do kasnih jesenskih i zimskih mjeseci 1945. otjecao prema koritu Kupe vodom crveno obojenom od krvi žrtava.
Godine 1978. francuski geolozi pronašli su pokraj Topuskog veliki broj kostura pomoću bagera. Kosti su pod jakim nadzorom Jugoslavenske milicije odvožene na nepoznata mjesta. Posebno težak zločin zbio se kod Slavskoga Polja u šumi Biljegu gdje su partizani u tunel šumske uskotračne željeznice obostrano zazidali tisuće zarobljenika kao u Barbarinu rovu Hude Jame kod slovenskoga Laškoga.